# 尼克劳斯·维尔特

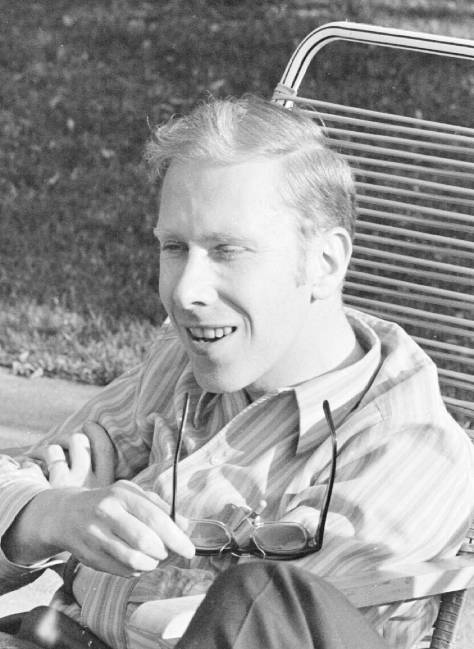
尼克劳斯·维尔特

尼克劳斯·埃米尔·维尔特（德語：Niklaus Emil Wirth，1934年2月15日—2024年1月1日），生於瑞士溫特圖爾，是瑞士計算機科學家。
從1963年到1967年，他成為斯坦福大学的計算機科學部助理教授，之後又在苏黎世大学擔當相同的職位。1968年，他成為苏黎世联邦理工学院的信息学教授，又往施乐帕洛阿尔托研究中心進修了兩年。
他是好幾种編程語言的主設計師：
- Algol W
- Modula
- Pascal
- Modula-2
- Oberon

他亦是Euler語言的發明者之一。1984年他因發展了這些語言而獲图灵奖。他亦是Lilith電腦和Oberon系統的設計和執行隊伍的重要成員。
他的文章Program Development by Stepwise Refinement視為軟體工程中的經典之作。他寫的一本書的書名Algorithms + Data Structures = Programs（算法+数据结构=程式）是計算機科學的名句。

## 姓名
尼克劳斯·维尔特的姓名曾以不准确的英文讀法，被譯為「尼古拉斯·沃斯」（或「沃思」）。歐洲人通常都將他的名字讀得正確，讀作「Nih-klaus Virt」；但美國人通常讀成「Nickel's Worth」近似的音。於是有人便開玩笑說，歐洲人用傳址呼叫(Call by Address)叫他，美國人用傳值呼叫(Call by Value)叫他（「傳值呼叫」英文雙關「按照價值稱呼」，而「Nickel's Worth」中文意為「尼可的價值」）。

## 轶闻
尼克劳斯·维尔特于1995年提出了一条幽默定律：
|                   | 軟體變慢的速度永遠快過硬體變快的速度。 |
| ——尼克勞斯·維爾特 |                                        |

## 外部連結
- 他的主頁 （页面存档备份，存于）
- Pascal and its Successors （页面存档备份，存于）
- Program Development by Stepwise Refinement （页面存档备份，存于）, Communications of the ACM, Vol. 14, No. 4, Aprile 1971, pp. 221-227